# Ратулув
Рату́лув (пол. Ratułów) — село в Польше в гмине Чарны-Дунаец Новотаргского повета Малопольского воеводства.

## География
Село находится в 9 км от административного центра повета города Новы-Тарг и в 78 км от центра воеводства города Краков.

## История
Первые упоминания о селе относятся к 1605 году, когда его основали представители шляхетского рода братья Ян и Иаков Пенёнжки.
До 1954 года село было административным центром одноимённой гмины. С 1975 по 1998 года Ратулув входил в Новосонченское воеводство.
В 2011 году через село проходила велосипедная трасса «Tour de Pologne 2011».